# DVO Druck und Verlag Obermayer
DVO Druck und Verlag Obermayer GmbH ist ein europaweit führender Verlag im Bereich der Blas- und Bläsermusik. mit Sitz in Buchloe.

## Geschichte
Der Verlag geht auf die im Jahr 1909 gegründete „Druckerei Hans Obermayer“ zurück. 1949 wurde dann der Verlag DVO Druck und Verlag Obermayer gegründet. Die erste Publikation war Die Bayerische Volksmusik, das Verbandsorgan des bayerischen Blasmusikverbands. Neben Zeitschriften zum Thema Blasmusik gehören auch blasmusikalische Lehrbücher, Bücher zur Musikgeschichte, Lexika, Handbücher und Geschichtliches zu Blasinstrumenten und zur Musikpädagogik zum Verlagsprogramm. Neben zahlreichen Fachbüchern aus verschiedenen Bereichen der Blasmusik sind die beiden Buchreihen „clarino.extra“ und „Aus der Praxis – für die Praxis“ erschienen. DVO verlegt aber auch Unterhaltungsliteratur. Zum Verlag gehört auch seit 1996 mit blasmusik-shop.de ein Onlineshop mit Noten für Blasmusik und Lehrbüchern.

## Publikationen (Auswahl)
- Die Bayerische Volksmusik, 1949 bis 1984, Verbandsorgan des bayerischen Blasmusikverbands[4]
- Forte, ab 1997, Fachzeitschrift des Blasmusikverbandes Baden-Württemberg[5]
- Clarino, Magazin für Blasmusik, 2012 bis 2019[6]
  - Vorgänger: Clarino-Print, Bläsermusik international, 2003 bis 2011[7]
  - Vorgänger: Clarino – Bläsermusik international, 1999 bis 2002[8]
  - Vorgänger: Clarino : internationale Zeitschrift für Bläsermusik, 1989 bis 1998[9]
- Eurowinds, Bläsermusik in Europa, 2009 bis 2019[10]
- Mucke: Magazin für böhmische und mährische Blasmusik, ab 2011[11]
- BRAWOO, Brass wood orchestra – Fachmagazin für Blasmusik, ab 2020[12]